# IC 5346
IC 5346 је елиптична галаксија у сазвјежђу Пегаз која се налази на листи објеката дубоког неба у Индекс каталогу.
Деклинација објекта је + 24° 57' 1" а ректасцензија 23h 41m 6,3s. Привидна величина (магнитуда) објекта IC 5346 износи 14,5 а фотографска магнитуда 15,5. IC 5346 је још познат и под ознакама CGCG 476-110, NPM1G +24.0548, PGC 72105.